# Центральный акрополь (Тикаль)

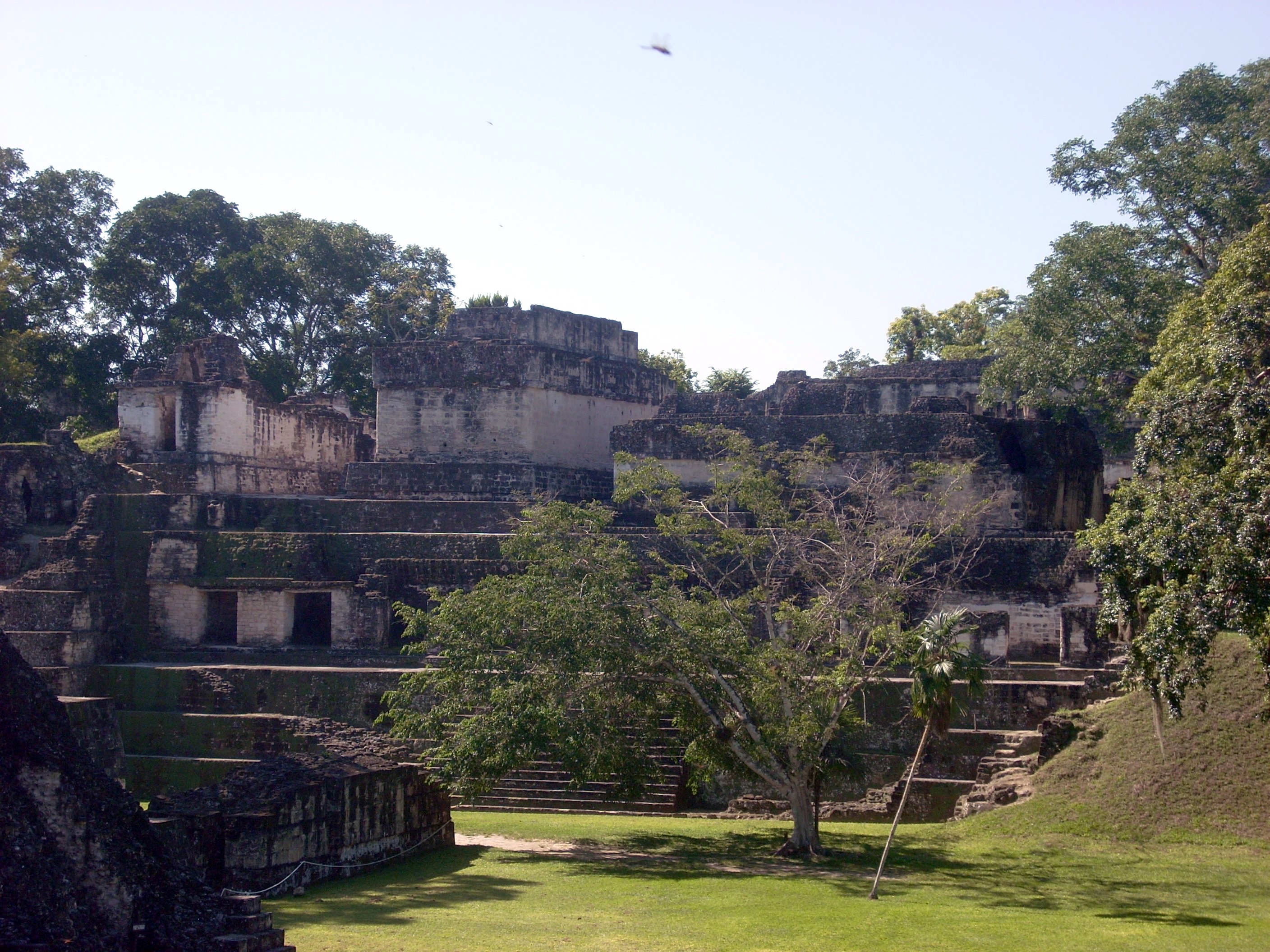
Вид на Центральный акрополь

Центральный акрополь (светло-зелёный) на карте центральной части Тикаля

Центральный акрополь — архитектурный комплекс в майяском городе Тикаль, столице Мутульского царства, в настоящее время находящийся в департамента Эль-Петен, Гватемала. Комплекс выполнял административную и жилую функции. Он был создан в позднем доклассическом периоде (400 года до н. э. — 250 года н. э.) и использовался примерно до 950 года.
В Центральном акрополе жили царские семьи Тикаля. Ранее восточная часть того, что позже стало Центральным акрополем, использовалась как царская резиденция, а к раннему классическому периоду (250—600 года н. э.) на ней располагался важный жилой дворцовый комплекс.

## История
Жители Тикаля выравнивали площадку в коренной породе, лежащей в основе Центрального акрополя, на высоте 253 метра над уровнем моря. Она круто обрывается к востоку и югу от акрополя. Самые ранние известные постройки в Центральном акрополе относятся к периоду с 350 года до н. э. к 1 году н. э. Первые сооружения состояли из каменных платформ с несохранившимися деревянными надстройками, о существовании которых свидетельствуют столбовые ямы. Они были обнаружены в разных местах под более поздними сооружениями. Ранние постройки на юге акрополя были намного ниже более поздних, и, вероятно, они были построены прямо на коренной породе хребта. По мере существования акрополя рос культурный слой и ранние постройки перекрывались более поздними, но территория акрополя оставалась в пределах ранее установленных границ. Между 250 и 550 годами при строительстве дворцовых построек начала использоваться  каменная кладка. Центральный акрополь использовался примерно до 950 года.
Описание акрополя было опубликовано Теобертом Малером в 1911 году. Малер описывал Центральный акрополь как лабиринтный многоэтажный комплекс с несколькими сохранившимися деревянными перемычками, одна из которых была скульптурной. Первые раскопки акрополя были предприняты в 1962 году под руководством Питера Харрисона, а сезонные раскопки продолжались до 1967 года. В рамках проекта было полностью раскопано 25 сооружений. Когда в 1960-х годах акрополь был нанесён на карту, некоторые постройки представляли собой большие курганы, поросшие лесом. Но затем раскопки показали, что это были сложные сооружения с многочисленными помещениями. По состоянию на 2003 год Центральный акрополь ещё не был полностью раскопан.

## Описание
Акрополь строился и дополнялся в течение пяти столетий. По мере того, как комплекс развивался с течением времени, он поднимался вверх. Дворцовые постройки акрополя расположены вокруг серии из шести дворов, каждый из которых находится на разном уровне.
Комплекс включает в себя 43 сооружения. Раскопки обнаружили несколько захоронений в пределах Центрального акрополя, четыре из которых были обнаружены под сооружением 5D-46. Сложные сооружения в акрополе, в которых не было захоронений, вероятно, были временными жилищами, выполнявшими такие функции, как жильё для духовенства, школы и дома для ритуальных уединений.
Каждый двор в акрополе имел 4 стороны (но при этом не был квадратным). Хотя все дворы находились на разных вертикальных уровнях, похоже, это было преднамеренным решением планировщиков, многоуровневый характер комплекса намеренно сохранялся на протяжении всего периода его использования, несмотря на то, что архитектурная планировка, уровни этажей и доступ между дворами менялись с течением времени. Дворы были окружены лабиринтной массой многоуровневой архитектуры, украшенной сложной скульптурой, изображающей мифические и исторические сюжеты в сочетании с иероглифическими текстами.

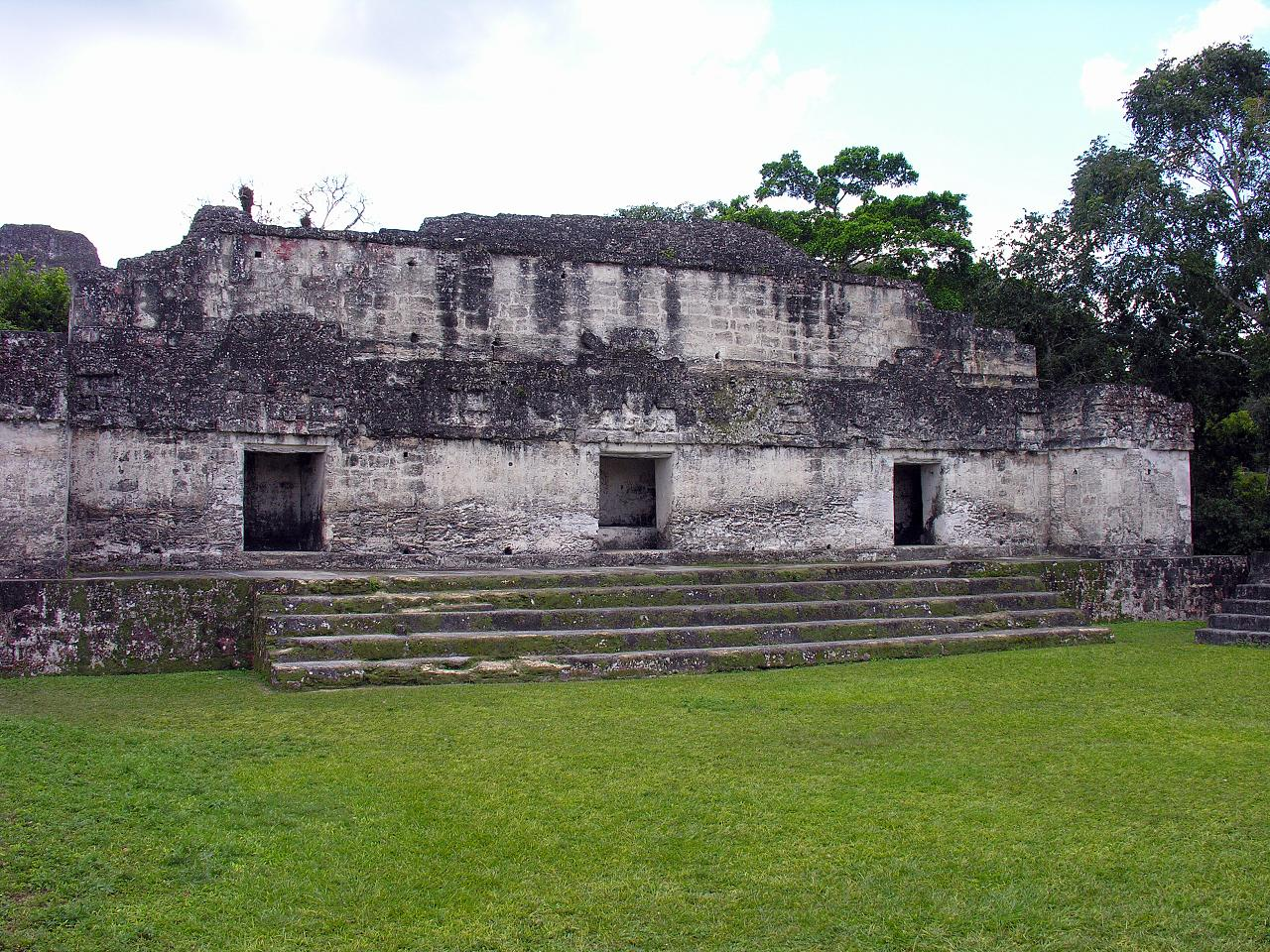
Восточный фасад сооружения 5D-46

### Сооружения
- Сооружение 5D-46 представляло собой одноэтажный дворец, построенный на приподнятой платформе, с лестницами, ведущими к восточной и западной сторонам[4]. Это было роскошное и сложное сооружение и, вероятно, оно было резиденцией царской семьи[13]. Сооружение было построено на выровненной коренной породе[4]. Под 5D-46 были обнаружены четыре захоронения[13]. Сооружение датировано 350 годом н. э. с помощью комбинации радиоуглеродного датирования и датировке по найденной керамике. Иероглифическая надпись на керамическом сосуде, захоронённом под главной западной лестницей, идентифицирует здание как резиденцию царя Чак-Ток-Ичака II[14], правившего с 360 по 378 год[15][16]. Западная лестница оставалась относительно неизменной на протяжении всего развития акрополя, в то время как восточная лестница претерпевала различные изменения, каждая модификация была отмечена дарственным человеческим захоронением с сопутствующим инвентарём[17].
- Сооружение Ирма очень ранняя платформа с отверстиями для столбов. Оно было обнаружено к югу от южной стороны сооружения 5D-46[18] и построено на выровненной коренной породе[4]. Вероятно, оно было первой царской резиденцией в Центральном акрополе[17]. В IX веке сооружение Ирма было погребено под расширенным сооружением 5D-46, к которой добавили южный внутренний дворик и стену, проходящей прямо через платформу[18].
- Сооружение 5D-42 было построено над более ранним сооружением. Сооружение до сих пор ещё не датировано[4].
- Сооружение 5D-57 ещё полностью не раскопано, но при вскрытии сооружения снаружи были обнаружены два изображения правителя, сопровождаемые кратким иероглифическим текстом, повествующим о праздновании захвата важного человека, союзника Канульского царства, правителем Мутуля Хасав-Чан-Кавилем I. Это событие произошло в 695 году, и вскоре после него сооружение 5D-57 было построено. Вероятно, оно было царской резиденцией Хасав-Чан-Кавиля I[14].
- Сооружение 5D-60 не полностью раскопано, однако, у него был сложный фасад обращённый на север, в сторону Храма I[19]. Изначально фасад был добавлен к более раннему сооружению, которое теперь находится под 5D-60[20].
- Сооружение 5D-65 получило прозвище Дворец Малера[20]. Его западный фасад был подпорной стеной для юго-западной стороны акрополя[19]. Западная комната сооружения имеет наружный дверной проём, открывающийся над подпорной стеной. Внутри комнаты есть большой углубленный ложный дверной проём напротив внешней двери, созданный для создания иллюзии храма при просмотре на сооружение снизу[21].
- Сооружение 5D-71 обращено к северу на Центральную площадь. Остатки ранней каменной платформы, датируемой около 350 годом до н. э. — 1 годом н. э., были найдены под сооружением[22].

### Захоронения
- Захоронение 177 представляло собой небольшой камерный склеп[13]. Захоронение было обнаружено под Внутренним двором 1 в сооружении 5D-71[13] и датировано ранним классическим периодом[13][23]. Погребённый человек в захоронении, вероятно, имел высокий статус[13].
- Захоронение 180 было обнаружено под внешней лестницей сооружения 5D-46 и, по-видимому, было создано для жертвоприношений. Захоронение не сопровождалось погребальным инвентарём[13].